# Oberschwarzach (Creußen)
Oberschwarzach (oberfränkisch: Öwa-Schwarza)  ist ein Gemeindeteil der Stadt Creußen im Landkreis Bayreuth (Oberfranken, Bayern). Oberschwarzach liegt in der Gemarkung Neuhof.

## Lage
Der Weiler liegt am Hirtbach, der unmittelbar westlich in den Almosbach als rechter Zufluss mündet. Eine Anliegerstraße führt nach Unterschwarzach zur Staatsstraße 2184 (0,7 km nordwestlich).

## Geschichte
Der Ort wurde 1213 als „Swarza“ erstmals urkundlich erwähnt, 1420 erstmals als „Obernschwarzach“. Der dem Ortsnamen zugrundeliegende Gewässername bedeutet schwarzer Bach. In der Fraisch unterstand Oberschwarzach dem brandenburg-bayreuthischen Kasten- und Stadtvogteiamt Creußen. Von 1791/92 bis 1810 unterstand Oberschwarzach dem preußische Justiz- und Kammeramt Pegnitz. Das Kloster Speinshart war im Ort begütert.
Mit dem Gemeindeedikt (frühes 19. Jahrhundert) wurde Oberschwarzach dem Steuerdistrikt Birk und der Ruralgemeinde Neuhof zugewiesen. Im Rahmen der Gebietsreform in Bayern wurde Oberschwarzach am 1. Januar 1977 in die Stadt Creußen eingegliedert.